# Cudacznik
Cudacznik (Quisqualis) – rodzaj roślin z rodziny trudziczkowatych (Combretaceae). Obejmuje 17 gatunków występujących w tropikalnej Afryce i Azji.

## Morfologia
Drewniejące pnącza o liściach naprzeciwległych lub niemal naprzeciwległych. Ogonki liściowe są trwałe i pełnią funkcję cierni. Blaszka liściowa eliptyczna. Kwiaty zebrane w szczytowe lub kątowe kwiatostany. Rurka kielicha do 9 cm długa, na szczycie lejkowata. Płatków korony jest 5, białych lub czerwonych, dłuższych od kielicha. Pręcików 10. Owoc suchy, skórzasty, wzdłuż podłużnej osi z 5 kantami lub skrzydełkami.

## Systematyka
Jeden z rodzajów podrodziny Combretoideae Beilschmied w rodzinie trudziczkowatych (Combretaceae) z rzędu mirtowców. Ze względu na znaczne podobieństwo zaproponowano połączenie rodzaju Quisqualis i Combretum. Rodzaje te najwyraźniej są siostrzane.
Wykaz gatunków
- Quisqualis caudata Craib
- Quisqualis conferta (Jack) Exell
- Quisqualis falcata Welw. ex Hiern
- Quisqualis littorea (Engl.) Exell
- Quisqualis malabarica Bedd.
- Quisqualis mussaendiflora (Engl. & Diels) Exell
- Quisqualis parvifolia (Ridl.) Exell
- Quisqualis pellegriniana (Exell) Exell
- Quisqualis pierrei Gagnep.
- Quisqualis prostrata Craib
- Quisqualis sulcata Slooten
- Quisqualis thorelii Exell